# Rosa (film, 1986)
Pour les articles homonymes, voir Rosa.
Pour plus de détails, voir Fiche technique et Distribution.
Rosa (神勇双响炮续集, Shen yong shuang xiang pao xu ji) est une comédie d'action hongkongaise réalisée par Joe Cheung et sortie en 1986 à Hong Kong. Malgré ce que suggère le titre en chinois, Suite de l'artillerie surnaturellement courageuse, ce n'est pas la suite de Pom Pom (Artillerie surnaturellement courageuse) de 1984.
Elle totalise 11 108 518 HK$ de recettes au box-office.

## Synopsis
Ha, surnommé « Petit monstre » (Yuen Biao), est un membre d'élite de la Division des enquêtes criminelles de la police de Hong Kong. Un jour, alors qu'il est en train d'arrêter un criminel, il humilie accidentellement l'inspecteur en chef Tin (Paul Chun), qui est rétrogradé en conséquence. Lui Kung (Lowell Lo), un autre officier de la Criminelle, fait accoucher prématurément la femme de Tin lors d'un accident de voiture alors qu'il poursuivait des criminels. Plus tard, Ha et Kung sont transférés à la Division d'analyse, où ils sont supervisés par Tin. Kung a une sœur cadette, Lui Lui (Kara Hui), à qui il tient beaucoup et qu'il aime profondément, et il ne permet à personne de l'approcher. Cependant, en raison de coïncidences, Ha fait la connaissance de Lui et ils développent une relation amoureuse, au grand dam de Kung. Plus tard, Ha et Kung collaborent pour capturer Lee Wai-fung (Charlie Cho (en)), un ancien flic infiltré devenu le plus important trafiquant de drogue d'Asie.

## Fiche technique
- Titre original : 神勇双响炮续集
- Titre international : Rosa
- Réalisation : Joe Cheung
- Scénario : Wong Kar-wai et Barry Wong
- Photographie : Tom Lau et Jimmy Leung
- Montage : Peter Cheung
- Musique : Lowell Lo et Sherman Chow
- Production : Sammo Hung
- Société de production : Bo Ho Film
- Société de distribution : Golden Harvest
- Pays d'origine :  Hong Kong
- Langue originale : cantonais
- Format : couleur
- Genre : comédie d'action
- Durée : 96 minutes
- Dates de sortie :
  - Hong Kong : 20 juin 1986
  - Japon : 25 août 1990

## Distribution
- Yuen Biao : Ha, « Petit monstre »
- Lowell Lo : Lui Kung, « Moustache »
- Luk Siu-fan : Rosa
- Kara Hui : Lui Lui
- Paul Chun : Tin
- James Tien : Wong Ping-tong
- Charlie Cho (en) : Lee Wai-fung
- Dick Wei : un assistant de Tong en costume blanc
- Chung Fat : un assistant de Tong en costume blanc
- Huang Ha : Chiu Chow-hon
- Ban Yun-sang : Roger
- Billy Ching : Siu Ba-wong
- Hsu Hsia : le parrain Ho
- Ka Lee : un agent de la circulation
- Yuen Miu : un policier
- Peter Chan : Sun, le créancier de Choi
- Blackie Ko : le conducteur de jeep qui grille le feu rouge
- Tai Po : le policier Moore
- Fung King-man : le créancier Choi
- Tai San : l'homme avec des gants noirs au restaurant
- Chan Chuen : un voleur
- Felix Lok (en) : un vendeur de voiture
- Chu Tau : le criminel Hung
- Pan Yun-cheung : un policier
- Cheung Yun-cheung : la belle-mère Chung
- Yuen Sai-kwan : un voleur
- Albert Lo : Siu Kai
- Yau Pui-ling : Mme Tin
- Chui Chung-hok : l'un des hommes du créancier de Choi
- Sze Gai-keung : Fat Lion
- Lee Chuen-sing : un médecin
- Chan Ming-wai
- Cheung Wing-hon
- Tse Fook-yiu : l'un des hommes du créancier de Choi
- Lung Ying
- Lam Foo-wai
- Chun Kwai-bo
- Chang Sing-kwong
- Wong Kim-ban